# The Royal Hotel (película de 2023)

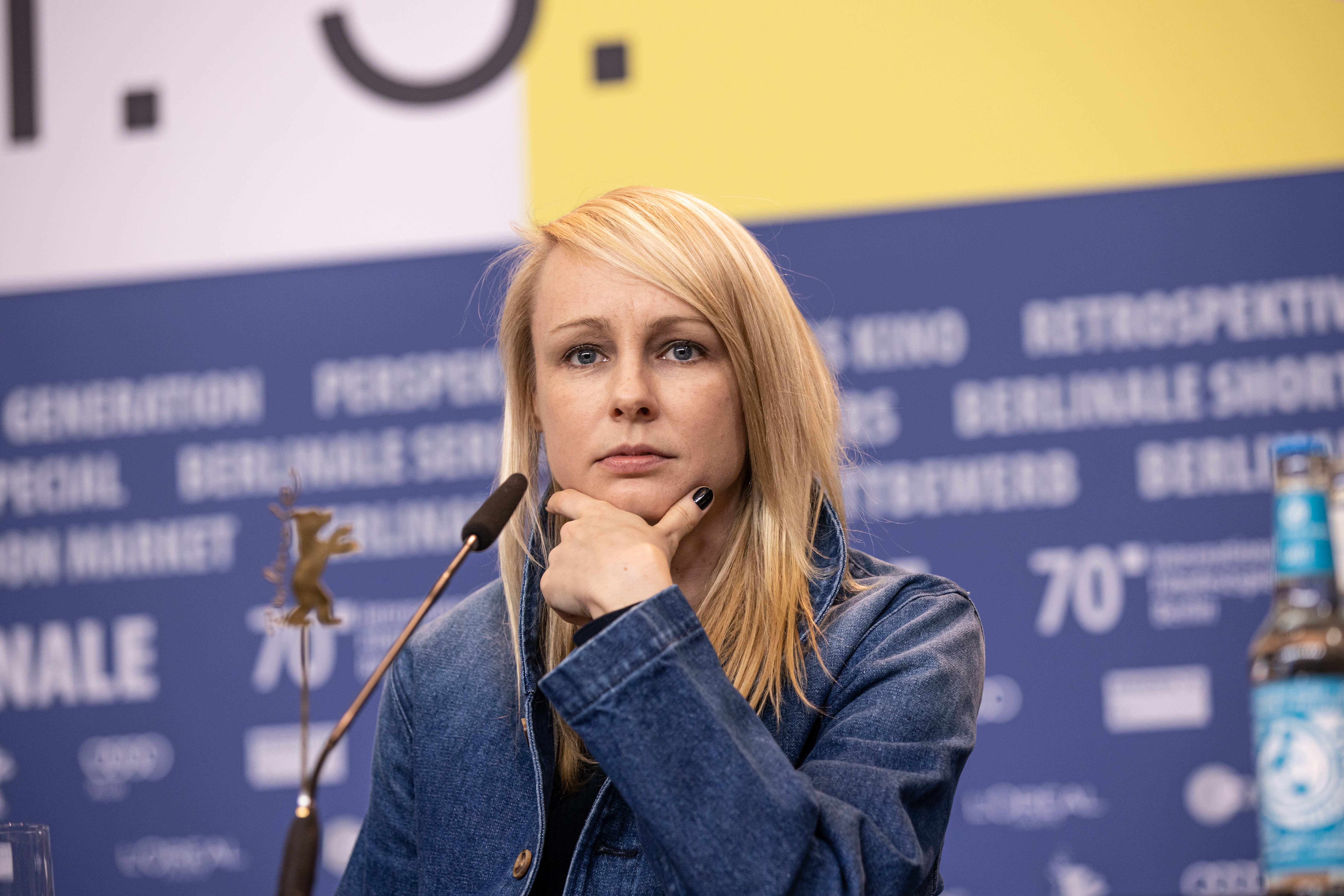
Kitty Green, directora, guionista y editora de cine australiana.

The Royal Hotel es una película australiana de suspenso psicológico de 2023 dirigida por Kitty Green, quien coescribió el guion con Oscar Redding . Está protagonizada por Julia Garner, Jessica Henwick, Toby Wallace y Hugo Weaving . La película está inspirada en el documental de 2016 Hotel Coolgardie de Pete Gleeson.
La película se estrenó en el 50.º Festival de Cine de Telluride el 1 de septiembre de 2023. Se visionará también en la sección oficial del 71 Festival Internacional de Cine de San Sebastián.

## Sinopsis
Dos jóvenes mochileras, Hanna (Garner) y Liv (Henwick), aceptan trabajar tras una barra en The Royal Hotel, un pub en una remota localidad minera del Outback dirigido por Billy (Weaving).

## Reparto
- Julia Garner como Hanna
- Jessica Henwick como Liv
- Hugo Weaving como Billy
- Toby Wallace como Matty
- Úrsula Yovich como Carol
- Daniel Henshall como Dolly
- James Frecheville como dientes
- Herbert Nordrum como Torsten[4]
- Barbara Lowing como Glenda
- Bree Bain como mujer de oficina

## Producción
Kitty Green coescribió el guion, inspirado en hechos reales, con Oscar Redding. El proyecto reunió a Green con Julia Garner, quienes trabajaron juntas en The Assistant (2019). Ha sido producida por See-Saw Films a través de los productores Emile Sherman e Iain Canning, con Liz Watts también como productora. HanWay Films y Cross City Films se encargaron de las ventas internacionales, y Neon se hizo con los derechos de distribución en EE. UU. en abril de 2022.

## Rodaje
La fotografía principal tuvo lugar en la ciudad de Yatina y otras áreas del sur de Australia en agosto de 2022. Un bar en desuso en Yatina, una ciudad con una población de 29 habitantes, se utilizó para el Hotel Royal.

## Estreno
El Royal Hotel tuvo su estreno mundial en el 50.° Festival de Cine de Telluride el 1 de septiembre de 2023. También se proyectó en el Festival Internacional de Cine de Toronto 2023 el 7 de septiembre de 2023. Su estreno está previsto para el 6 de octubre de 2023 por Transmission Films en Australia y por Neon en Estados Unidos.

## Premios
- Nominada al Festival Internacional de Cine de San Sebastián a Mejor Película
- Selección oficial del BFI London Film Festival